# 広島県立西高等学校
広島県立西高等学校（ひろしまけんりつにしこうとうがっこう） は、かつて広島県広島市中区にあった県立の高等学校。略称は西高。

## 概要
1991年に広島県立広島国泰寺高等学校にあった通信制課程が独立し、単独の通信制高校として設立された。国泰寺高等学校の体育館を兼ねた講堂の老築化に伴い解体された跡地に体育館を備えた広島県立西高等学校本館は建てられた。そのため国泰寺高等学校と同じ敷地内に在った。2010年までは海上自衛隊第1術科学校生徒部（海上自衛隊生徒）との技能連携を行っていた。
入学試験は春季、秋季の2回であり、毎年500名程度の募集を行っていた。15歳から60歳くらいまでの幅広い年代の生徒が通う学校であった。月に2、3回程度のスクーリング（面接指導・登校日）があり3～4年で卒業することが目安となっていたが、単位制高校のため留年といった制度はない。
2014年に広島県と広島市の教育委員会が「新しいタイプの高等学校整備に係る基本構想」を発表した。広島県立西高等学校（通信制課程）と広島市立大手町商業高等学校、広島県立広島国泰寺高等学校、広島県立広島観音高等学校、広島県立海田高等学校、広島市立広島工業高等学校の定時制課程を廃止の上、新たな高等学校を新設するという内容であった。校地は大手町商業高校の敷地とする方針を固めた。

高等学校の再編に伴い、2021年3月31日をもって閉校した。

## 沿革
- 1948年（昭和23年） - 広島県立広島第一中学校が学制改革に伴い広島県立鯉城高等学校と改称し、通信教育部を設置。
- 1949年（昭和24年） - 広島県高校再編成により広島国泰寺高等学校となる。
- 1954年（昭和29年） - 中学校課程の通信制教育を廃止。
- 1961年（昭和36年） - 学校教育法の一部改正により通信制課程となる。
- 1968年（昭和43年） - 広島県立広島国泰寺高等学校と改称。
- 1991年（平成3年） - 広島県立西高等学校として独立。
- 2010年（平成22年）3月 - 海自1術校との技能提携を終了。
- 2017年（平成29年） - 2020年度末の閉校に向け、当年度より入学者の募集を停止。
- 2021年（令和3年）3月31日 - 閉校。前身の通信教育部、通信制課程の時代を含め、73年の歴史に幕を下ろした。

## 部活動
- ダンス・演劇部
- 外国語 (英語・朝鮮語) 部
- 文芸部
- 音楽部
- 書道部
- 人権問題研究部
- 卓球部
- ソフトテニス部
- バレーボール部
- バドミントン部
- ソフトボール部
- 軟式野球部
- 陸上部
- バスケットボール部

## 出身者
- ゴッホ向井ブルー：お笑い芸人、カープ芸人